# Simon Henry Caillon
Simon Henry Caillon est un homme politique français né le 4 juillet 1765 à Torcy-Sedan (Ardennes) et mort le 10 février 1800 au même lieu.

## Biographie
Administrateur du département, il est élu député des Ardennes au Conseil des Cinq-Cents le 24 germinal an VII.

## Sources
- « Simon Henry Caillon », dans Adolphe Robert et Gaston Cougny, Dictionnaire des parlementaires français, Edgar Bourloton, 1889-1891 [détail de l’édition]